# .je
.je је највиши Интернет домен државних кодова (ccTLD) за Џерзи. Администриран је од стране Острвских Мрежа.